# Richard C. Breeden
Richard Carroll Breeden (* 6. Dezember 1949 in Levittown, New York) ist ein US-amerikanischer Rechtsanwalt, Politiker der Republikanischen Partei, Wirtschaftsmanager und Diplomat, der zwischen 1989 und 1993 Vorsitzender der US-Börsenaufsichtsbehörde SEC (Securities and Exchange Commission) war.

## Leben
Breeden absolvierte nach dem Schulbesuch zuerst ein grundständiges Studium an der Stanford University, das er 1972 mit einem Bachelor of Arts (B.A.) abschloss. Ein darauf folgendes postgraduales Studium der Rechtswissenschaften an der Law School der Harvard University beendete er 1975 mit einem Juris Doctor (J.D.). Im Anschluss war er zwischen 1976 und 1981 als Rechtsanwalt in New York City tätig.
Nach der Wahl von US-Präsident Ronald Reagan wurde Breeden 1981 zunächst Verwaltungsassistent des Unterstaatssekretärs im Arbeitsministerium, ehe er zwischen 1982 und 1985 anschließend stellvertretender Rechtsberater (Deputy Counsel) von Vizepräsident George H. W. Bush war.
Nach einer darauf folgenden Tätigkeit als Partner der Filiale Washington, D.C. von Baker Botts, einer Anwaltskanzlei mit 700 Anwälten und Hauptsitz in Houston, war er 1989 kurzzeitig im Stab des Weißen Hauses Assistent des US-Präsidenten für Analysefragen.
Danach wurde Breeden am 11. Oktober 1989 von Präsident George H. W. Bush als Nachfolger von David Sturtevant Ruder zum Vorsitzenden der Securities and Exchange Commission SEC ernannt, der Bankenaufsichtsbehörde der USA. Diese Funktion bekleidete er bis zum 7. April 1993 und wurde danach durch Arthur Levitt abgelöst.
Nach seinem Ausscheiden aus dem Regierungsdienst war er zwischen 1993 und 1996 Vorsitzender des Aufsichtsrates der Unternehmensberatungsgesellschaft Coopers & Lybrand und ist seit 1996 Geschäftsführer der von ihm gegründeten Beratungsgesellschaft Richard C. Breeden & Co. sowie zugleich seit 2005 auch Vorstandsvorsitzender und Chief Executive Officer (CEO) der Breeden Capital Management LLC.
Breeden, der seit 2002 Unternehmenskontrolleur der weltweit drittgrößten Telefongesellschaft WorldCom sowie seit 2003 des Zeitungsverlages Hollinger International beziehungsweise der Sun-Times Media Group ist, übernahm darüber hinaus zahlreiche Mitgliedschaften von Aufsichtsräten in der Privatwirtschaft wie der Restaurantkette Applebee’s, dem Kreditinstitut Banco Bilbao Vizcaya Argentaria (BBVA) sowie der New York Stock Exchange (NYSE). Seit 2007 fungiert Breeden, der auch Unternehmenskontrolleur der Immobilienfinanzierungsgesellschaft Fannie Mae ist, fungiert seit 2007 als Aufsichtsratsvorsitzender des Finanzdienstleisters H&R Block.